# 占士·甸

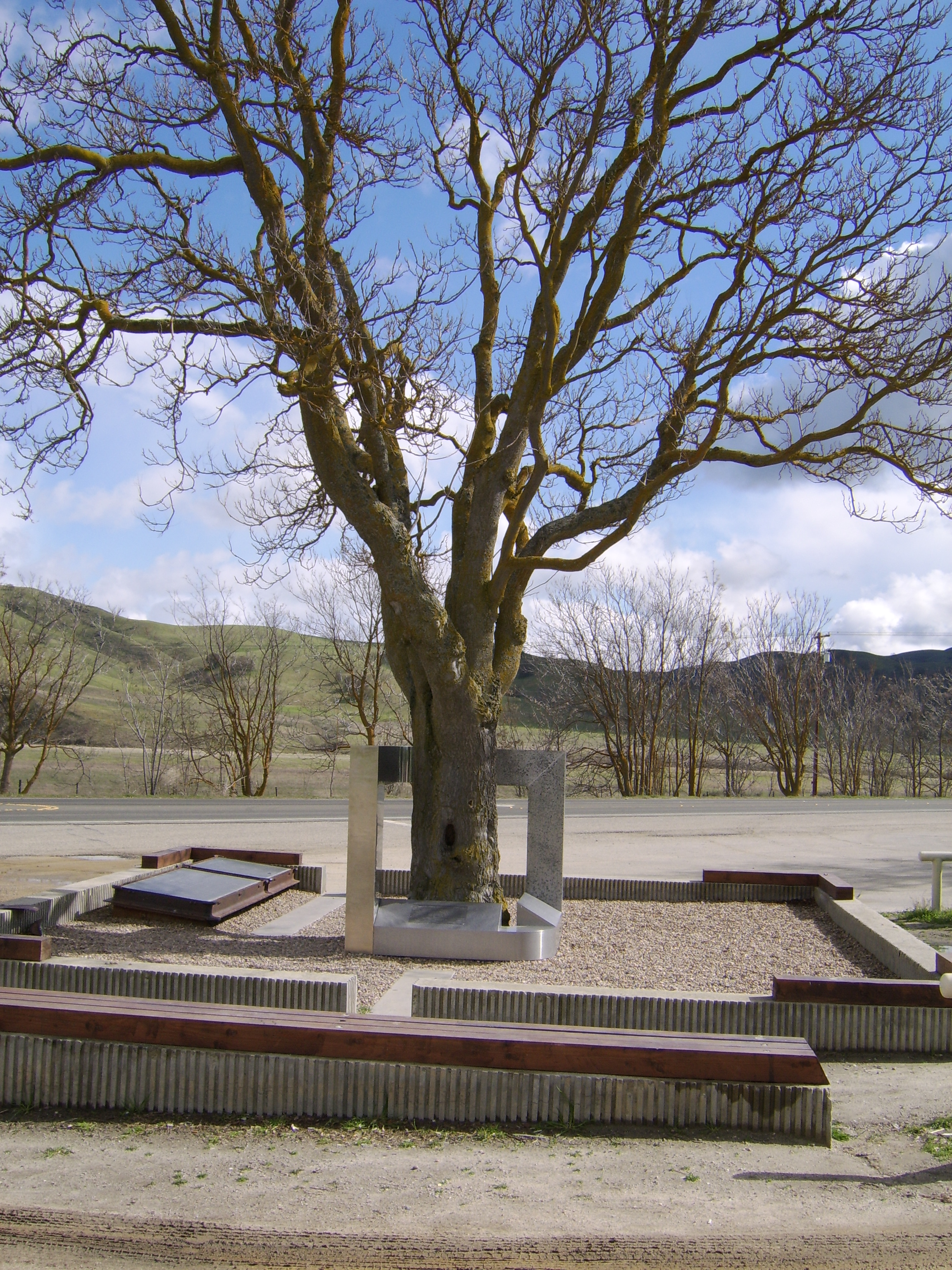
詹姆斯·迪安之墓

詹姆斯·拜倫·狄恩（英語：James Byron Dean，1931年2月8日—1955年9月30日），著名美國電影演員。雖英年早逝，且一生僅主演過三部電影，但在1999年，他被美國電影學會選為百年來最偉大的男演員第18名。
他的主流形象較代表他所處年代青年的反叛和浪漫，嘗試通過各種叛逆社會行為來表達不滿。而占士甸在1955年主演的電影《天倫夢覺》（East of Eden）所演繹的頹廢沉淪青年，正是他們的心聲。在演出《天倫夢覺》之後，他又主演了兩部電影，分別為《无因的反叛》（Rebel Without a Cause）及《巨人》。
他熱愛跑車活動，1955年9月30日，在加利福尼亞乔莱姆市附近不幸發生車禍，他被卡在另外一部車內死亡。英年早逝的他，正如瑪麗蓮·夢露一樣，在後世心中留下傳奇的地位。

## 早期生活
詹姆斯·狄恩出生於1931年2月8日，在印第安纳州马里昂位於第四街和McClure街拐角處的Seven Gables公寓，是家中獨子。他主要是英国血统，亦具有少數的德国、爱尔兰、苏格兰和威尔士血統。他聲稱他的父亲Winton Dean是美国原住民，母亲是Mildred Marie (Wilson)。父親離開農場工作成為牙體技術師6年後，狄恩全家搬到了加利福尼亚州圣莫尼卡。他就讀位於 加利福尼亚州洛杉矶布倫特伍德附近的布倫特伍德公立學校，但很快就轉學到麦金莱小學（McKinley Elementary School） 。他們在那裡度過了幾年，而且從各方面來看，迪恩與他母親都非常親近。根據Michael DeAngelis的說法，她是“唯一能夠理解狄恩的人”。1938年，她突然感到急性胃痛，隨後體重也迅速下降，之後死于子宫癌，當年狄恩只有9歲 。狄恩的父親因為無法照顧他，把他送去和他的阿姨叔叔Ortense和Marcus Winslow一起住在印地安納州費爾芒特的農場，他也因此在一個貴格會的家庭中成長。狄恩的父亲曾參加第二次世界大战，之後再婚。
青少年時期，狄恩會向當地聯合循道會的牧師James DeWeerd尋求意見和友誼,他似乎也對迪恩產生了影響，特別是他未來對鬥牛、賽車和戲劇的興趣。根據Billy J. Harbin的說法，迪恩與他的牧師有著親密的關係，這種關係開始於他高中並且忍受了多年。他們所謂的性關係是在Paul Alexander1994年出版的“Boulevard of Broken Dreams: The Life, Times, and Legend of James Dean”一書中提到的。而在2011年也有報導，迪恩曾向 伊丽莎白·泰勒透露，在他母親去世大約兩年後，他被一位牧師性虐待。關於迪恩生活的其他報導也提過他小時候被DeWeerd性虐待,或是說到青少年時期與牧師發生性關係。

狄恩在學校的整體表現非常出色，也是一名受歡迎的學生。他參加過棒球和大學籃球隊的比賽，學習戲劇，也曾在印第安納州高中法醫協會參加公開演講。1949年5月從費爾芒特高中（Fairmount High School）畢業後，他和他的狗Max一起搬到了加州，與他的父親和繼母一起生活。 他就讀於聖莫尼卡大學並主修法律。之後轉學到加利福尼亞大學洛杉磯分校一個學期並將他的專業改為戲劇，導致他與父親疏遠。他在Sigma Nu兄弟會宣誓過，但從未實際參與過在加州大學洛杉磯分校期間，迪恩從350名演員被選中，在莎士比亞的作品馬克白中扮演國王的長子馬爾科一角。同時，他還開始在詹姆斯·惠特莫尔的工作室演出。 1951年1月，他退出了加州大學洛杉磯分校，開始追求全職的演員生涯。

## 演員生涯

### 早期

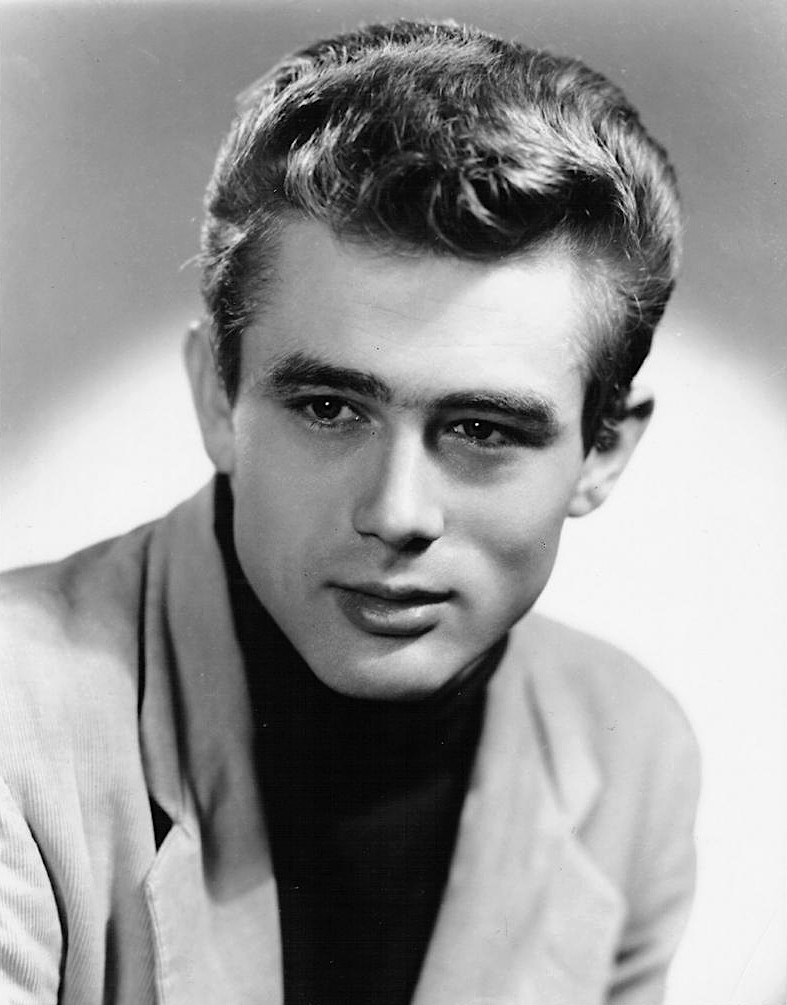
1953年的狄恩

迪恩的第一次出現在電視上是在百事可樂廣告。他大學輟學後第一個有台詞的演員角色是在電視劇Hill Number One 飾演約翰 一角，講述耶穌復活的一個復活節電視特別節目。迪恩隨後參與了三部電影拍攝，但都是沒有標記在演員表上的小角色，分別是 Fixed Bayonets! (1951)飾演士兵，Sailor Beware (1952)飾演拳擊手助手，Has Anybody Seen My Gal? (1952)噴泉旁的青年。
在好萊塢努力爭取工作的同時，迪恩還在哥倫比亞廣播公司製片中心(CBS)擔任停車場服務員，在此期間，他遇到了Rogers Brackett廣告公司的廣播主管，在他職業生涯中為他提供專業幫助、指導，以及住宿的地方。
1951年7月，狄恩參與了由Brackett製作的廣播劇Alias Jane Doe。1951年10月，在演員詹姆斯·惠特莫尔的鼓勵和他的導師Rogers Brackett的建議下，迪恩搬到了紐約市。在那裡，他擔任遊戲節目Beat the Clock的特技測試員，但隨後因執行任務太快而被解僱。他還出現在幾部哥倫比亞廣播公司電視連續劇 The Web, Studio One 和 Lux Video Theatre的劇集中，隨後進入李·斯特拉斯伯格的演员工作室學習演技方法。

為這一成就感到自豪的狄恩在1952年寫信給家人並提到演員工作室(Actors Studio)：
“影院中最偉大的學校。只有少數像馬龍·白蘭度，朱莉·哈里斯，Arthur Kennedy，Mildred Dunnock，伊萊·沃勒克這樣的偉大人物......才有辦法進來...這對演員來說是最好的事情。而我是少數幾個年輕演員的其中一個。
狄恩在那裏認識了同學兼好友的演員卡萝尔·贝克，她之後也與狄恩一起參與了電影巨人的演出。
迪恩在1950年代早期的電視劇開始嶄露頭角，他參與了Kraft Television Theatre, Robert Montgomery Presents, The United States Steel Hour, Danger, and General Electric Theater等劇集演出。

### 電影:天倫夢覺

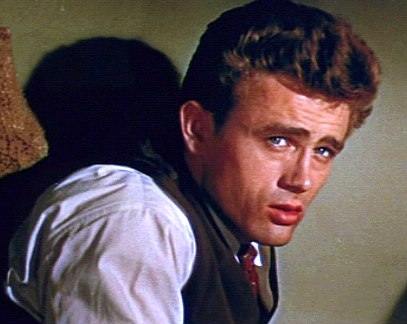
詹姆士狄恩電影天倫夢覺劇照 (1955)

1953年，導演伊力·卡山正在為電影East of Eden （台譯天倫夢覺）尋找一位演員來扮演情感複雜的角色Cal Trask，由編劇Paul Osborn改編的自約翰·史坦貝克1952年的同名小說“伊甸之東East of Eden”。
與這本書相反，電影劇本主要關注故事的最後部分，主要是Cal的角色。雖然他最初看起來比他的雙胞胎兄弟Aron更加冷漠和情緒困擾，相對父親（由Raymond Massey扮演）與Aron的虔誠，Cal被認為更加世俗，商業頭腦，甚至更加睿智且不斷反對的父親尋求發明蔬菜製冷處理。 Cal對母親的神秘死因感到疑惑，但最後發現她還活著並且是一個妓院裡的“夫人”(喬·范·弗利特飾演)。
在確定由誰扮演Cal之前，Elia Kazan曾表示他希望是 "a Brando"一個像馬龍白蘭度形象的人擔任這個角色，Osborn推薦了當時還沒什麼名氣的狄恩。狄恩與原作者史坦貝克見了面，史坦貝克個人並不喜歡喜怒無常，心思又複雜的狄恩，但認為他很適合這角色。 最終狄恩於1954年4月8日獲得該角色，並離開紐約市前往洛杉磯開始拍攝。
迪恩在電影中的部分演出是不在腳本內的，包括他在豆田裡的手舞足蹈的樣子以及坐在火車車廂上的胎兒般的姿勢（在尋找他的母親之後）。這部電影最有名的即興演出發生在Cal的父親拒絕他的5000美元的禮物時，腳本應該是Cal直接跑開遠離父親，但狄恩卻轉向Massey飾演的父親並抱住他開始哭泣。導演保留了這畫面，Massey驚訝的反應也保留在電影裡。
狄恩在天倫夢覺的演出被提名了1956年奧斯卡最佳男主角獎，也是奧斯卡獎第一位在過世後被提名的演員。天倫夢覺是詹姆士狄恩唯一一部在他生前上映的主演電影。
該電影於1955年3月在紐約上映，其後狄恩參與了无因的反叛與巨人兩部電影的拍攝。

### 養子不教誰之過、巨人與其他電影計畫
狄恩很快就參與了下部電影无因的反叛的拍攝，這部電影非常受當時青少年歡迎。電影上映時狄恩已過世一個月。
接連演了兩部叛逆少年的角色，狄恩想避免被定型，於是接下了巨人 Jett Rink的角色，一個從年輕到中老年，窮人到暴發戶的角色。為了詮釋戲裡的老年樣，狄恩除了把頭髮染白，還刻意把額頭髮線剃高。戲裡Jett Rink最後一幕宴會酒醉發言的戲被稱為最後的晚餐，實際上也是狄恩生前拍的最後一幕戲。為了讓戲更加真實，狄恩拍攝的時候喝醉才上場，但也因為喝醉導致有些台詞說不清，影片後製時導演請了狄恩的好友尼克·亞當斯重新配音部分台詞，因為後製時狄恩已去世。1955年9月21日狄恩拍完自己在電影巨人的戲份，並在9天後（9月30日）車禍身亡，年僅24歲。
原本拍完巨人後，狄恩計畫加入電影Somebody Up There Likes Me (1956)扮演Rocky Graziano。但開拍前狄恩就離世了，最後是由保羅·紐曼演出Rocky Graziano。這部電影票房口碑都十分成功，之後也贏了兩座奧斯卡獎。

## 影片

### 電影
| 年分 | 名稱                     | 角色         | 導演           | 備註 |
| ---- | ------------------------ | ------------ | -------------- | --- |
| 1951 | Fixed Bayonets!          | Doggie       | Samuel Fuller  | 未標記在電影演員名單內 |
| 1952 | Sailor Beware            | 拳擊手助手   | Hal Walker     | 未標記在電影演員名單內 |
| 1952 | Deadline – U.S.A.        | 工廠員工     | Richard Brooks | 未標記在電影演員名單內 |
| 1952 | Has Anybody Seen My Gal? | 噴泉旁的青年 | Douglas Sirk   | 未標記在電影演員名單內 |
| 1953 | Trouble Along the Way    | 足球觀眾     | Michael Curtiz | 未標記在電影演員名單內 |
| 1955 | East of Eden (天倫夢覺)  | Cal Trask    | Elia Kazan     | 1956 金球獎特殊成就獎 (受頒緬懷最佳戲劇男演員) 1956 尤西獎 最佳外國男演員 1956 Picturegoer Awards 最佳男演員 提名 – 1956 奧斯卡獎最佳男演員 提名 – 1956 英國影藝學院電影獎 最佳外國男演員 |
| 1955 | 无因的反叛               | Jim Stark    | Nicholas Ray   | 提名 – 1957 英國影藝學院電影獎 最佳外國男演員 |
| 1956 | 巨人                     | Jett Rink    | George Stevens | 提名 – 1957 奧斯卡獎最佳男演員 |

###### 其餘獎項
- 1957 Bravo Otto 最佳演員
- 1960 好萊塢星光大道

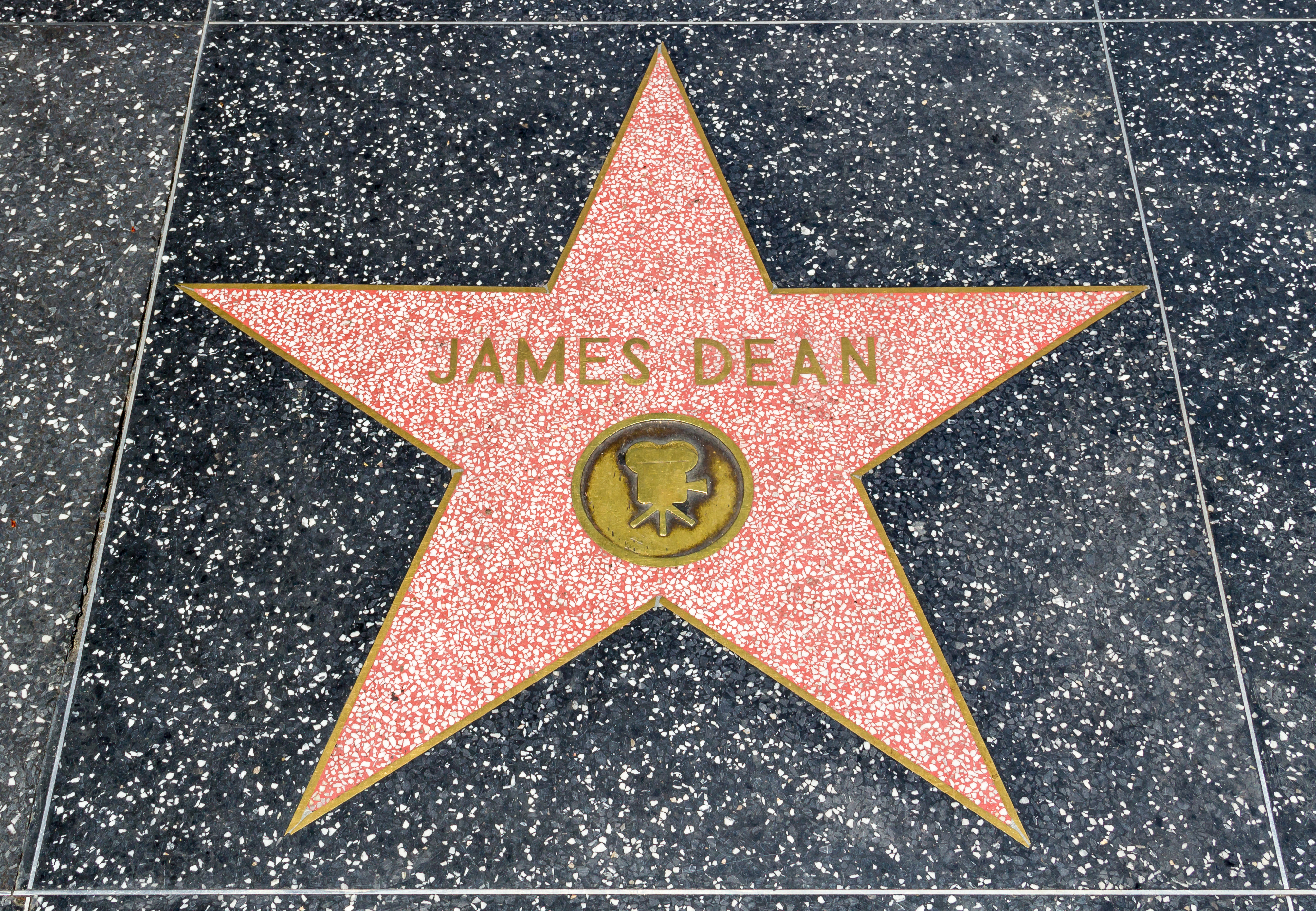
2014 Online Film & Television Association - OFTA Film Hall of Fame  - 詹姆士狄恩星光大道獎章

## 扩展阅读
| - Alexander, Paul. . Viking. 1994. ISBN 0-670-84951-0. - Bast, William. . Ballantine Books. 1956. - Bast, William. . New Jersey: Barricade Books. 2006. ISBN 1-56980-298-X. - Beath, Warren. . Grove Press. 1986. ISBN 0-394-55758-1. - Beath, Warren; Wheeldon, Paula. . McFarland & Co.,Inc. 2005. ISBN 0-7864-2000-6. - Dalton, David. . Chicago Review Press. 2001. ISBN 1-55652-398-X. - DeAngelis, Michael. . Durham: Duke University Press. 2001. ISBN 0-8223-2728-7. - Frascella, Lawrence; Weisel, Al. . Touchstone. 2005. ISBN 0-7432-6082-1. - Gilmore, John. . Thunder's Mouth Press. 1998. ISBN 1-56025-169-7. - Gilmore, John. . Pyramid Books. 1975. ISBN 0-515-03814-8. - Heinrichs, Steve; Marinello, Marco; Perrin, Jim; Raskin, Lee; Stoddard, Charles A; Zigg, Donald; Porsche Speedster TYP540: Quintessential Sports Car, 2004, Big Lake Media, Inc. ISBN 0-9746468-0-6 | - Holley, Val: James Dean: The Biography. St. Martin's Griffin, 1996. ISBN 0-312-15156-X - Turiello, James: The James Dean Collection, 1993. Biography on fifty trading cards with photographs from The James Dean Gallery in Fairmount Indiana. - Hopper, Hedda and Brough, James: "James Dean Was a Rebel With a Cause"（页面存档备份，存于） in The Whole Truth and Nothing But. Doubleday. 1963. - Howell, John: James Dean: A Biography. Plexus Publishing, 1997. Second Revised Edition. ISBN 0-85965-243-2 - Hyams, Joe; Hyams, Jay: James Dean: Little Boy Lost. Time Warner Publishing, 1992. ISBN 0-446-51643-0 - Martinetti, Ronald: The James Dean Story, Pinnacle Books, 1975. ISBN 0-523-00633-0 - Morrissey. . Manchester: Babylon Books. 1983. ISBN 0907188060. - Perry, George: James Dean. DK Publishing, 2005. ISBN 1-4053-0525-8 - Riese, Randall: The Unabridged James Dean: His Life from A to Z. Contemporary Books, 1991. ISBN 0-8092-4061-0 - Raskin, Lee: James Dean: At Speed. David Bull Publishing, 2005. ISBN 1-893618-49-8 - Sheridan, Liz: Dizzy & Jimmy: My Life With James Dean : A Love Story. HarperCollins Canada / Harper Trade, 2000. ISBN 0-06-039383-1 - Spoto, Donald: Rebel: The Life and Legend of James Dean. HarperCollins, 1996. ISBN 0-06-017656-3 |

## 外部連結
- 占士·甸在互联网电影资料库（IMDb）上的資料（英文）
- 詹姆士狄恩官方網站（页面存档备份，存于）